# Viktor Ivanovics Csukarin
Viktor Ivanovics Csukarin (ukránul: Віктор Іванович Чукарін, oroszul: Виктор Иванович Чукарин; Donyeck, 1921. november 9. – Lvov, 1984. augusztus 25.) ukrán nemzetiségű szovjet tornász. Két olimpián indult szovjet színekben. E két olimpián 11 érmet nyert, melyből (beleértve a két összetett egyéniben szerzett aranyérmeit is) 7 arany volt. Az 1952-es helsinki olimpia legeredményesebb sportolója.